# Rio East

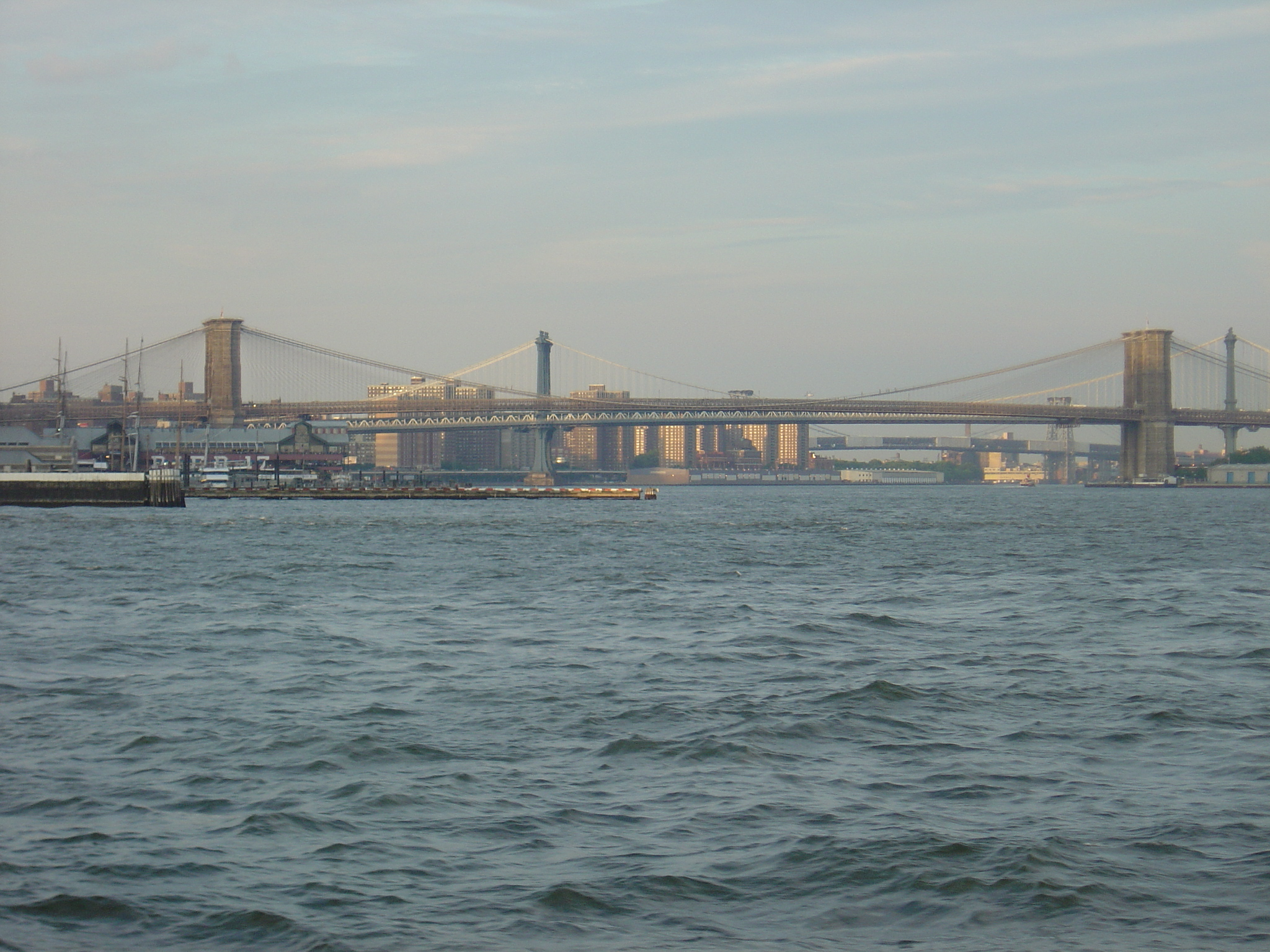
As pontes do Brooklyn, de Manhattan e Williamsburg no rio East.

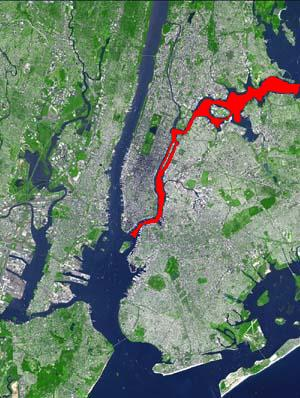
Em vermelho, o rio East, que corta Nova Iorque.

O rio East (em inglês:  East River) é um estreito localizado a leste da ilha de Manhattan, Nova Iorque, Estados Unidos.
O estreito separa a Long Island da ilha de Manhattan e do Bronx, e é cortado por oito pontes. Foi formado há aproximadamente 11 mil anos no final da última Era Glacial, e a parte do seu trajeto que corta Nova Iorque é considerada rasa.

## Transportes e Afluentes
Transportes: 23 pontes e túneis cruzam o rio East, ligando a ilha de Manhattan ao distritos do Brooklyn e Queens.
Afluentes: Rio Hudson

## Pontes
- Ponte do Brooklyn – aberta em 1883, foi a primeira ponte suspensa por cabos no mundo;
- Ponte Williamsburg;
- Ponte de Manhattan;
- Ponte do Queensboro.

## Afluentes
Rio Hudson